# Episodi di Cold Case - Delitti irrisolti (settima stagione)
La settima e ultima stagione della serie televisiva Cold Case - Delitti irrisolti, composta da 22 episodi, è andata in onda negli Stati Uniti dal 27 settembre 2009 al 2 maggio 2010 sul canale CBS.
In Italia è stata trasmessa dall'11 settembre 2010 al 26 febbraio 2011 su Rai 2.
| nº | Titolo originale       | Titolo italiano                       | Prima TV USA      | Prima TV Italia   |
| -- | ---------------------- | ------------------------------------- | ----------------- | ----------------- |
| 1  | The Crossing           | La traversata                         | 27 settembre 2009 | 11 settembre 2010 |
| 2  | Hood Rats              | Voglia di volare                      | 4 ottobre 2009    | 11 settembre 2010 |
| 3  | Jurisprudence          | Giurisprudenza                        | 11 ottobre 2009   | 18 settembre 2010 |
| 4  | Soul                   | Talenti spezzati                      | 25 ottobre 2009   | 25 settembre 2010 |
| 5  | WASP                   | Pioniere del volo                     | 1º novembre 2009  | 2 ottobre 2010    |
| 6  | Dead Heat              | L'ultima corsa                        | 8 novembre 2009   | 9 ottobre 2010    |
| 7  | Read Between the Lines | Ascolta e saprai                      | 15 novembre 2009  | 16 ottobre 2010   |
| 8  | Chinatown              | Chinatown                             | 22 novembre 2009  | 23 ottobre 2010   |
| 9  | Forensics              | Codice omicida                        | 6 dicembre 2009   | 30 ottobre 2010   |
| 10 | Iced                   | Miracolo sul ghiaccio                 | 13 dicembre 2009  | 13 novembre 2010  |
| 11 | The Good Soldier       | Il buon soldato                       | 10 gennaio 2010   | 20 novembre 2010  |
| 12 | The Runaway Bunny      | L'ultimo cliente                      | 17 gennaio 2010   | 27 novembre 2010  |
| 13 | Bombers                | Graffiti                              | 14 febbraio 2010  | 4 dicembre 2010   |
| 14 | Metamorphosis          | Metamorfosi                           | 21 febbraio 2010  | 11 dicembre 2010  |
| 15 | Two Weddings           | Le due spose                          | 28 febbraio 2010  | 8 gennaio 2011    |
| 16 | One Fall               | Una caduta                            | 14 marzo 2010     | 15 gennaio 2011   |
| 17 | Flashover              | Falsa testimonianza                   | 21 marzo 2010     | 22 gennaio 2011   |
| 18 | The Last Drive-In (1)  | Serial killer (prima e seconda parte) | 28 marzo 2010     | 29 gennaio 2011   |
| 19 | Bullet (2)             | Serial killer (prima e seconda parte) | 4 aprile 2010     | 5 febbraio 2011   |
| 20 | Free Love              | Amore a prima vista                   | 11 aprile 2010    | 12 febbraio 2011  |
| 21 | Almost Paradise (1)    | Quasi in paradiso (1)                 | 2 maggio 2010     | 19 febbraio 2011  |
| 22 | Shattered (2)          | In frantumi (2)                       | 2 maggio 2010     | 26 febbraio 2011  |

## La traversata
- Titolo originale: The Crossing
- Diretto da Alex Zakrewscki
- Scritto da: Taylor Elmore

### Trama
Lilly, ripresasi dall'incidente causato dal maggiore Moe Kitchner, si trova a indagare sulla scomparsa di una ragazza avvenuta su un transatlantico nel 1966, morta presumibilmente suicida, i cui resti invece vengono ritrovati nella sala macchine molti anni dopo.
Nel frattempo, il rinvio della decisione del tribunale sulla colpevolezza di Kitchner fa andare su tutte le furie Lilly.
- La colpevole dell'omicidio è la sua amica, l'ha spinta perché la vittima non voleva sposare più suo cognato, il cui matrimonio, a suo parere, avrebbe fatto rinsavire il proprio ex marito.
- Il vero amore della vittima la vede nel porto marittimo mentre sorride.
- La barca dell'amato della vittima si chiama Countess, "contessa", come il titolo che aveva utilizzato la vittima per entrare nella festa dove si sono conosciuti.
- Tutte le canzoni sono di Ray Charles.
  - Canzone iniziale: I Got a Woman di Ray Charles
  - Canzone finale: What Would I Do Without You? di Ray Charles

## Voglia di volare
- Titolo originale: Hood Rats
- Diretto da: Chris Fisher
- Scritto da: Elwood Reid

### Trama
Il team riapre il caso del 1995 della morte di un ragazzo appassionato di skateboarding, dopo che il fratello minore ha ritrovato e riconosciuto il suo skateboard. Il ragazzo era fuggito di casa e cercava di guadagnare denaro attraverso uno sponsor per farsi strada, dopo il suo arrivo a Philadelphia.
- Il colpevole dell'omicidio è il suo amico, l'ha ucciso per paura di essere abbandonato e perché si è sentito inadeguato, non all'altezza della vittima.
- Il fratello della vittima lo vede mentre fa skateboard.
  - Canzone iniziale: Feel the Pain dei Dinosaur Jr.
  - Canzone finale: Disarm degli The Smashing Pumpkins

## Giurisprudenza
- Titolo originale: Jurisprudence
- Diretto da: Holly Dale
- Scritto da: Christopher Silber

### Trama
Il team riapre il caso del 2004: un ragazzo morto nel carcere minorile dove era detenuto. Scotty tiene particolarmente al caso poiché il ragazzo, accusato ingiustamente per un piccolo crimine, era stato condannato perché non aveva potuto aiutarlo, presentandosi in ritardo al processo.
- Il colpevole dell'omicidio era il direttore del carcere, l'ha ucciso perché il ragazzo aveva scoperto che gli adolescenti vengono mandati più facilmente nel carcere minorile per ottenere maggiori sovvenzioni.
- L'amico della vittima lo vede nel fast food dove cena con Valens.
- Liberamente ispirato allo scandalo di bambini detenuti in America.
  - Canzone iniziale: In This World di Moby
  - Canzone finale: None of Us Are Free di Solomon Burke

## Talenti spezzati
- Titolo originale: Soul
- Diretto da: John F. Showalter
- Scritto da: Ryan Farley

### Trama
Il team riapre un caso del 1970: la morte di un giovane uomo che conduceva, di nascosto dal padre reverendo, una promettente carriera di musicista soul. In più la vittima aspettava un figlio quando è morto; è proprio lui a chiedere ai detective di riaprire il caso.
- La colpevole è la sua amica, l'ha ucciso perché era segretamente innamorata di lui e non voleva che l'abbandonasse.
- Il padre della vittima lo vede mentre suona.
- Negli Stati Uniti questo episodio sarebbe dovuto andare in onda il 18 ottobre, ma è stato posticipato al 25 ottobre.
  - Canzone iniziale: musiche religiose
  - Canzone finale: I'll Be Around dei The Spinners

## Pioniere del volo
- Titolo originale: WASP
- Diretto da: Chris Fisher
- Scritto da: Denise Thé

### Trama
I resti di una donna pilota scomparsa nel 1944 vengono trovati in un bacino fuori città. La donna faceva parte di un programma civile per aiutare l'Air Force durante la seconda guerra mondiale. La squadra scopre che il suo aereo era stato sabotato; pochi giorni prima, inoltre, un'altra sua collega era morta in circostanze analoghe.
- Il colpevole dell'omicidio è il suo capitano, ha sabotato l'aereo per metterla a tacere sulla verità dell'altro incidente.
- Le ex colleghe della vittima la vedono vicino al suo aereo.
- Alla fine di questo episodio c'è una dichiarazione in cui si afferma che il 1º luglio 2009 le donne del WASP sono state onorate con la medaglia d'oro del Congresso dal presidente Barack Obama per il servizio alla nazione durante la seconda guerra mondiale.
  - Canzone iniziale: musica militare degli anni '40
  - Canzone finale: I'll Walk Alone di Martha Tilton

## L'ultima corsa
- Titolo originale: Dead Heat
- Diretto da: Nathan Hope
- Scritto da: Adam Glass

### Trama
I resti di un fantino scomparso nel 1986 vengono trovati sepolti insieme a quelli del suo cavallo. La squadra riesamina i motivi della sua scomparsa e scopre che voleva ritirarsi dopo la sua ultima gara e che aveva problemi nella vita privata.
- Il colpevole dell'omicidio è suo figlio, l'ha ucciso perché era stanco delle promesse di suo padre e si sentiva messo da parte.
- L'amico ed ex avversario della vittima lo vede mentre è sul suo cavallo.
- Tutte le canzoni sono di Santana.
  - Canzone iniziale: Oye Como Va di Santana
  - Canzone finale: Samba Pa Ti di Santana

## Ascolta e saprai
- Titolo originale: Read Between the Lines
- Diretto da: Kevin Bray
- Scritto da: Erica L. Anderson

### Trama
Il team riapre il caso del 1991: la morte di una giovane rapper in affido con la sorella minore. Un detenuto rivela informazioni sul caso, che viene riaperto. La squadra scopre la verità grazie ai testi delle sue canzoni.
- La colpevole dell'omicidio è la madre adottiva, l'ha uccisa perché la vittima voleva chiamare l'assistente sociale, portandole via la bambina più piccola.
- La sorella minore della vittima la vede mentre balla.
  - Canzone iniziale: Sing a Song degli Earth Wind and Fire
  - Canzone finale: Read Between the Lines di Danièle Watts

## Chinatown
- Titolo originale: Chinatown
- Diretto da: David Von Ancken
- Scritto da: Alicia Kirk

### Trama
Il team riapre il caso del 1983 sulla morte di un ragazzo sino-americano, su richiesta della madre. Il suo omicidio sarebbe collegato alla morte della sua ragazza, uccisa erroneamente dalla mafia cinese durante una sparatoria. Del caso, all'epoca, si occupò Stillman. Si rivela un caso difficile come allora, poiché le indagini sono ostacolate dal silenzio della comunità.
- Il colpevole dell'omicidio è il fratello, l'ha ucciso perché la vittima voleva smascherare i suoi affari illeciti con la mafia.
- I genitori delle vittime vedono i rispettivi figli insieme.
- Ultima apparizione per Bobby Cannavale nel ruolo del detective Eddie Saccardo.
  - Canzone iniziale: Age of Consent dei New Order
  - Canzone finale: Every Breath You Take dei The Police

## Codice omicida
- Titolo originale: Forensics
- Diretto da: Holly Dale
- Scritto da: Jerome Schwartz

### Trama
Il team riapre il caso della morte del membro di una squadra di dibattito, avvenuta nel 1999, e inizialmente ritenuta un suicidio.
- Il colpevole dell'omicidio è il suo insegnante, l'ha ucciso perché voleva a tutti i costi vincere il torneo e non ha saputo accettare il rifiuto dello studente.
- Il padre della vittima lo vede in casa sua mentre sorride.
  - Canzone iniziale: All Star degli Smash Mouth
  - Canzone finale: Karma Police dei Radiohead

## Miracolo sul ghiaccio
- Titolo originale: Iced
- Diretto da: Peter Medak
- Scritto da: Taylor Elmore

### Trama
Il team riapre il caso del 1980, la morte di un giocatore di hockey ucciso sulla pista di pattinaggio. L'unico indizio è l'arma del delitto, una particolare e costosa mazza da hockey.
- Il colpevole dell'omicidio è il suo migliore amico, l'ha ucciso perché la vittima aveva capito che tipo di persona fosse.
- Il fratello della vittima lo vede nella pista di pattinaggio mentre gioca.
- Tutte le musiche dell'episodio sono di Bob Seger.
  - Canzone iniziale: Ramblin' Gamblin' Man di Bob Seger
  - Canzone finale: Against the Wind di Bob Seger

## Il buon soldato
- Titolo originale: The Good Soldier
- Diretto da: Gwyneth Horder-Payton
- Scritto da: Christopher Silber

### Trama
Il team riapre il caso della morte di un reclutatore dell'Esercito, avvenuta nel 2005. Due giorni prima della partenza prevista per l'Iraq, la vittima era stata coinvolta in un furto.
- La colpevole dell'omicidio è la sua allieva, l'ha ucciso perché non voleva essere abbandonata.
- Il compagno di squadra della vittima lo vede nel cimitero in uniforme.
  - Canzone iniziale: I Don't Wanna Be di Gavin DeGraw
  - Canzone finale: Politik dei Coldplay

## L'ultimo cliente
- Titolo originale: The Runaway Bunny
- Diretto da: John Finn
- Scritto da: Elwood Reid

### Trama
I resti di un investigatore privato ed ex poliziotto, scomparso nel 1974, vengono trovati nelle fondamenta di un vecchio edificio. La squadra scopre che uno dei casi a cui stava lavorando era il ritrovamento di una ragazza fuggita di casa.
- Il colpevole dell'omicidio è il suo amico avvocato, l'ha ucciso perché la vittima voleva raccontare alla polizia degli omicidi commessi dalla matrigna.
- La donna che la vittima stava aiutando lo vede mentre sorride.
- Liberamente ispirato al film Detective's Story del 1966.
  - Canzone iniziale: Any Major Dude Will Tell You degli Steely Dan
  - Canzone finale: Forever Young di Bob Dylan

## Graffiti
- Titolo originale: Bombers
- Diretto da: Janice Cooke-Leonard
- Scritto da: Denise Thé e Hollie Everton

### Trama
Il team riapre un caso del 1982, la morte di un talentuoso artista di strada, dopo che sua madre si presenta in commissariato con un diario di schizzi e opere da realizzare, da poco ritrovato.
- Il colpevole dell'omicidio è il capo di una gang che faceva la spia per eliminare la concorrenza.
- La madre della vittima lo vede nel luogo del delitto mentre sorride.
  - Canzone iniziale: You Dropped a Bomb on Me dei The Gap Band
  - Canzone finale: Since You're Gone dei The Cars

## Metamorfosi
- Titolo originale: Metamorphosis
- Diretto da: Chris Fisher
- Scritto da: Adam Glass e Danny Pino

### Trama
Il team indaga sulla morte di una trapezista, avvenuta nel 1971. Una sensitiva, all'epoca bambina e figlia di componenti del circo, presenta delle foto che provano che era già morta al momento della caduta. Intanto Lilly viene indagata per l'omicidio del maggiore Kitchner, ucciso fuori dal bar dove l'aveva seguito.
- Il colpevole dell'omicidio è un collega a capo del circo, ovvero il gigante, perché non voleva che la vittima svelasse le truffe che lui e il suo collega, il nano, facevano per mantenere il circo agli altri componenti della comunità circense.
- Il colpevole dell'omicidio del maggiore Kitchner è il padre della vittima dell'ultimo episodio della sesta stagione, l'ha ucciso per vendicare sua figlia.
- Il clown che aveva preso con sé la vittima la vede mentre si cala sul palco con la striscia di seta.
- Ultima apparizione per Daniel Baldwin nel ruolo del maggiore Moe Kitchner.
- Tutte le canzoni sono dei The Doors.
  - Canzone iniziale: Light My Fire dei The Doors
  - Canzone finale: People Are Strange dei The Doors

## Le due spose
- Titolo originale: Two Weddings
- Diretto da: Nathan Hope
- Scritto da: Meredith Sthiehm

### Trama
L'artificiere Louie Amante si sposa con una donna sospettata di aver ucciso il suo precedente fidanzato nel 2008. La squadra riapre il caso sulla morte dell'uomo per assicurarsi che il loro collega si sposi con un'innocente. Le indagini vengono svolte durante la cerimonia e la festa.
- Nessun colpevole, la vittima in realtà si è suicidata, sconvolta dalla notizia della morte della sua precedente moglie, di cui non aveva smesso di essere innamorato malgrado fosse caduta in stato vegetativo.
- La promessa sposa del suicida lo vede prima di lanciare il bouquet.
- Ultimo episodio scritto dalla creatrice della serie Meredith Stiehm.
  - Canzone iniziale: Sweet Thing di Keith Urban
  - Canzone finale: Out Last Night di Kenny Chesney

## Una caduta
- Titolo originale: One Fall
- Diretto da: Don Thorin Jr.
- Scritto da: Ryan Farley

### Trama
Il team riapre il caso del 1986 della morte di un impiegato del porto che però era anche un wrestler professionista. La squadra scopre che la sua carriera stava mettendo a dura prova anche i rapporti con suo figlio e sua moglie. Nel frattempo, Valens riesce a trovare l'uomo che ha rapinato sua madre.
- Il colpevole è il suo capo, l'ha ucciso perché la vittima voleva smettere con il wrestling per il bene del figlio.
- Il figlio della vittima lo vede nel porto mentre sorride.
- Tutte le canzoni dell'episodio sono dei Bon Jovi.
  - Canzone iniziale: Livin' on a Prayer dei Bon Jovi
  - Canzone finale: Wanted Dead or Alive dei Bon Jovi

## Falsa testimonianza
- Titolo originale: Flashover
- Diretto da: Jeannot Swzarc
- Scritto da: Greg Plagerman

### Trama
Vera scompare misteriosamente e i suoi colleghi credono che la sua scomparsa sia collegata a un caso del 2006, in cui due bambini sono morti in un incendio doloso nella loro casa, del quale Vera era ossessionato. Ben presto, il presunto colpevole viene ucciso in carcere e, dopo aver esaminato il caso, si apprende che il colpevole dell'incendio era un altro.
- Vera viene trovato da Rush nella casa dell'innocente ucciso in carcere e vede l'innocente ucciso in carcere in sede.
- Liberamente ispirato al caso di Cameron Todd Wilingham.
- Tutte le canzoni sono dei Pink Floyd.
  - Canzone iniziale: Comfortably Numb dei Pink Floyd
  - Canzone finale: Wish You Were Here dei Pink Floyd

## Serial killer
- Titolo originale: The Last Drive-in (Part 1) e Bullet (Part 2)
- Diretto da: Chris Fisher e John F. Showalter
- Scritto da: Elwood Reid e Christopher Silber

### Trama
Il team indaga su una serie di omicidi avvenuti tra il 1980 e il 1983 e scoprono che si tratta della stessa persona. Un agente dell'FBI che aveva dei rapporti con Stillman si fa avanti per aiutare la squadra a catturarlo. Ma, dopo averne scoperto l'identità, la squadra e l'FBI collaborano per catturarlo.
- Il serial killer che ha commesso questi omicidi è il figlio di un disoccupato suicida, che ha ucciso le vittime per vendetta, e l'unico fantasma di questi due episodi è la prima vittima vista dall'agente dell'FBI, che all'epoca dell'omicidio aveva una relazione con lui e aveva assistito all'omicidio.
  - Canzone iniziale: Just What I Needed dei The Cars (primo episodio); nessuna (secondo episodio)
  - Canzone finale: sconosciuta (primo episodio); Keepsake degli State Radio (secondo episodio)

## Amore a prima vista
- Titolo originale: Freelove
- Diretto da: Jeffrey Hunt
- Scritto da: Elwood Reid e Denise Thé

### Trama
Rush si trova a New York per indagare sulla morte di un militare ucciso a Woodstock nel 1969. Invece, a Philadelphia, l'ex ragazza di Vera gli chiede di indagare su un'irruzione in casa sua.
- Il colpevole dell'omicidio a Woodstock è il suo amico, l'ha ucciso perché lui non voleva più tornare in Vietnam.
- La fidanzata della vittima lo vede nel suo ufficio sorridere.
- Jeffries in quest'episodio non è presente.
- Ultima apparizione per Jonathan LaPaglia nel ruolo del procuratore Curtis Bell.
  - Canzone iniziale: "Darling be home soon" di Joe Cocker
  - Canzone finale: The Weight dei The Band

## Quasi in paradiso (1)
- Titolo originale: Almost Paradise (1)
- Diretto da: Alex Zakrewscki
- Scritto da: Christopher Silber e Adam Glass

### Trama
Il team riapre il caso del 1989 sulla morte di una ragazza, investita da un'auto dopo essere stata incoronata reginetta del ballo, quando le foto di una vecchia macchina fotografica rivelano che è stata uccisa dopo la festa. Intanto Lilly riceve alcune notizie su sua sorella Christina.
- Il colpevole dell'omicidio è il suo sostenitore, l'ha uccisa perché lo aveva respinto.
- L'amica della vittima la vede sorridere nella scuola da ballo.
- Ultima apparizione per Raymond J. Barry nel ruolo di Paul Cooper.
  - Canzone iniziale: Bust a Move degli Young MC
  - Canzone finale: All I Want Is You degli U2

## In frantumi (2)
- Titolo originale: Shattered
- Diretto da: Jeannot Swzarc
- Scritto da: Greg Plagerman e Elwood Reid

### Trama
Mentre Rush, accompagnata da Valens, va a cercare sua sorella Christina, Jeffries indaga su un caso che gli sta a cuore, quello del 1993 sulla morte di una ragazza di quindici anni, sperando di mantenere la promessa fatta ai genitori.
- I colpevoli dell'omicidio sono il figlio del vicecommissario Doherty e il suo amico, che l'hanno uccisa accidentalmente nell'intento di spaventare un pusher.
- Jeffries vede la vittima nella sala archivi.
- Lilly, per la prima e unica volta nella serie, non lavora su un caso irrisolto, visto che lei e Valens erano alla ricerca della sorella.
- Questo è l'ultimo episodio della serie: due settimane più tardi la CBS ne ha deciso la cancellazione.
  - Canzone iniziale: nessuna
  - Canzone finale: Winter dei Rolling Stones